# NE2000

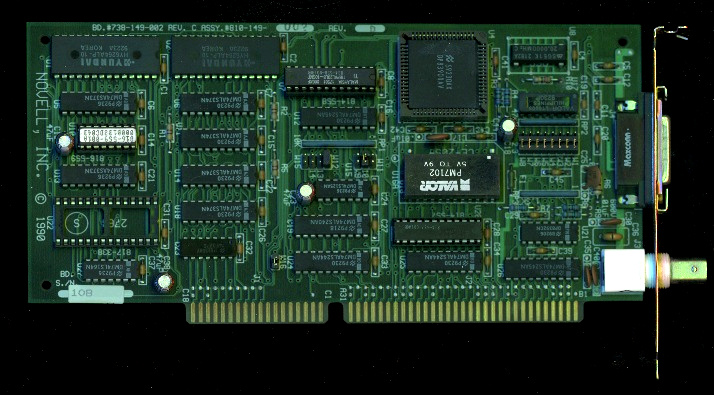
NE2000-Ethernetkarte

Die NE2000-Netzwerkkarte ist ein für Novell von Eagle Technology (später Anthem Technology) gefertigter 16-Bit Ethernet-Adapter und ist ein offenes 16-Bit-ISA-Bus-Design für Ethernetkarten.

## Geschichte

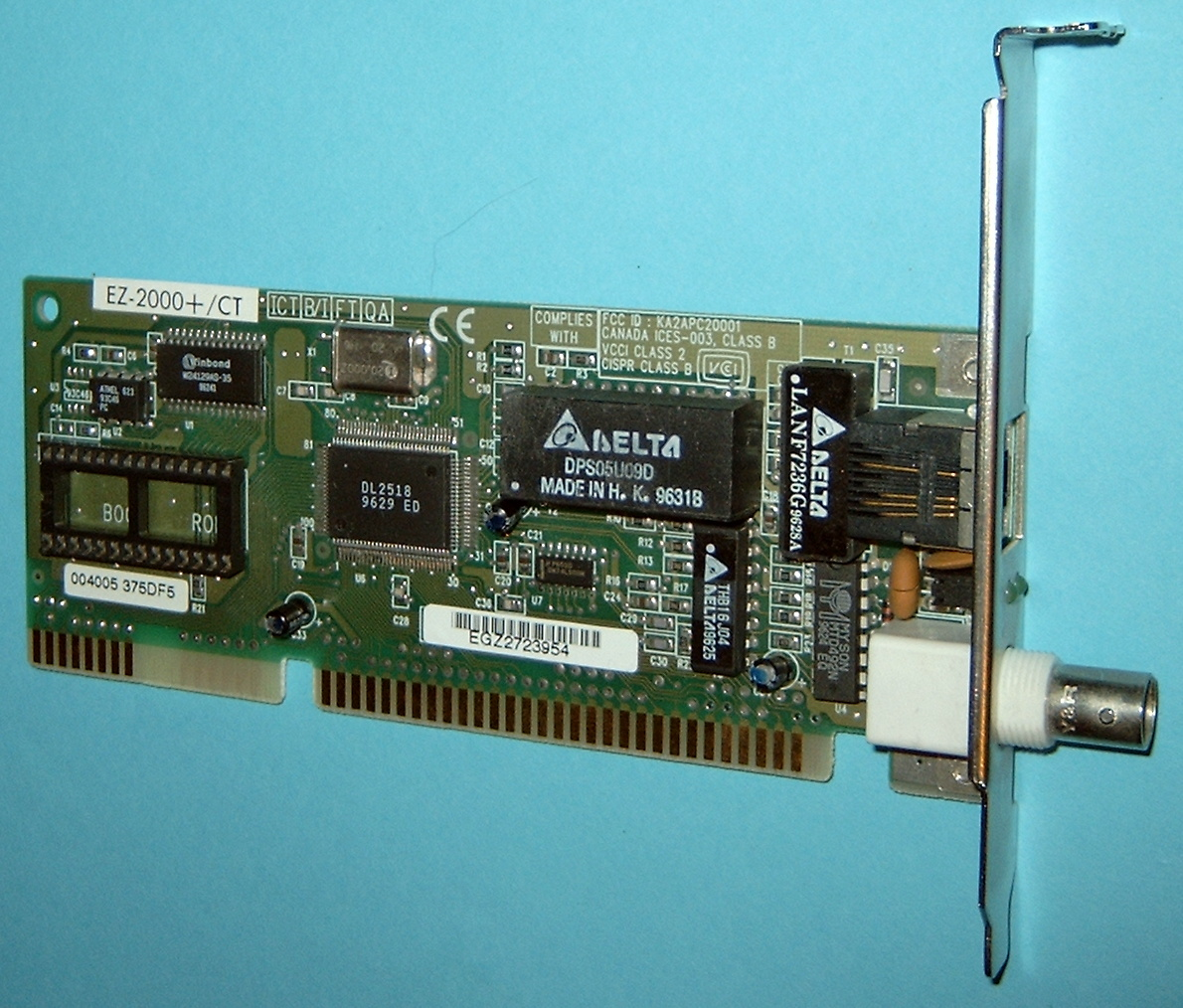
NE2000-kompatible 10-MBit/s-ISA-PnP-Karte

### Ursprünge
Der Adapter NE1000 ist das 8-Bit-ISA-Pendant; das Design beider Karten ist fast identisch und basiert, wie auch die Western Digital WD80x3-, 3Com 3c503- und NE1000-Karten, auf dem National-Semiconductor-DP8390-Chip. Ab Juli 1988 wurden die NE2000-Karten für 495 USD angeboten, zeitgleich dazu das Modell für den Microchannel-Bus NE/2. Bereits im Juni 1989 wurde der Preis auf 345 USD gesenkt.
Novell stellte beide Designs offen zur Verfügung, mit der Absicht, möglichst viele Kartenhersteller zum Bau solcher Karten zu motivieren. Bei dem Design wurde auf geringe Herstellungskosten geachtet, so wurden eigene Prozessoren und zusätzlicher Speicher (RAM) gezielt vermieden um die Kosten gering zu halten. Dadurch wurden die Einstiegspreise für Ethernet-Karten gesenkt, insbesondere, um Novell Netware-basierten Netzen weitere Märkte zu öffnen.

### NE2000 und ihre Nachfolger

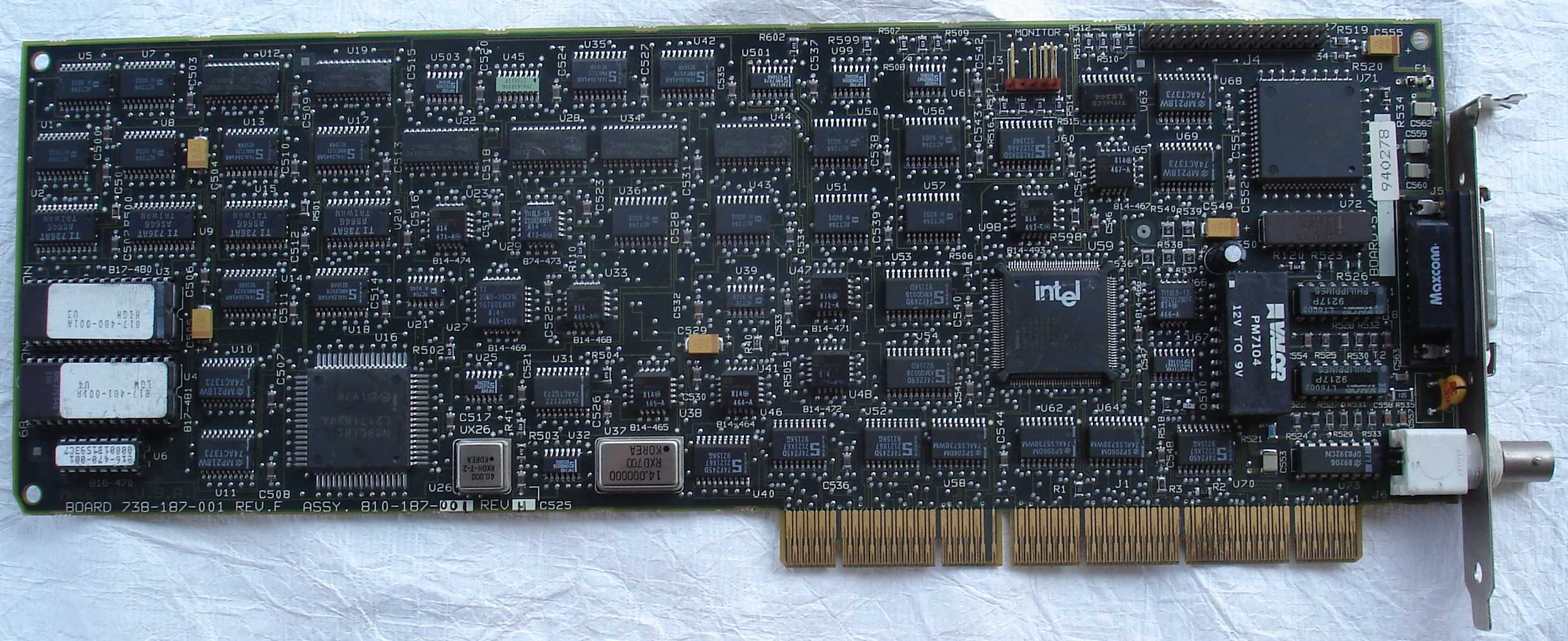
NE3200-Netzwerkkarte für den EISA-Bus

NE2000 und kompatible Ethernet-Karten dominierten, trotz einiger Unzulänglichkeiten im Design, den 16-Bit-ISA-Markt. Für die unmittelbar nachfolgende Busarchitektur, Extended ISA (EISA) gab es NE3200-Karten, die sich konstruktiv deutlich unterschieden. Erst wieder mit der Einführung von PCI-Systemen erlebten die NE2000-kompatiblen Karten, vor allem im Low-End-Bereich eine Renaissance, wobei diese Karten eigentlich nicht mit originalen NE2000-Treibern arbeiten können – sie haben nur ein ähnlich einfaches Design.

## Gründe für den Erfolg
Der Erfolg beruhte auf drei wesentlichen Pfeilern: einer guten Funktionalität, dem offenen Design und dem günstigen Preis. Die Performance ist zwar ein Schwachpunkt der NE2000-Karten, was aber in der Praxis nur unter hoher Last bemerkt wird. Daher ging die Entscheidung bei normalen Arbeitsplatzrechnern häufig zugunsten der NE2000-Karten aus, auch in kleinen Servern waren sie zu finden – Novell lieferte für seine Netware-Server schließlich passende Treiber mit aus.

## Das Ende einer Ära
NE2000-kompatible ISA-Karten hielten sich sehr lange am Markt, auch die Einführung des PCI-Busses ab 1990 sorgte nur bei Servern für das völlige Verschwinden praktisch aller ISA-Netzwerkkarten. Durch die Entwicklung des Fast-Ethernet-Standards im Jahr 1995 änderte sich zunächst einmal fast nichts – die Technik war anfangs zu teuer. Als jedoch Ende der 1990er Jahre Fast-Ethernet-Verteiler wie Hubs und Switches immer populärer und vor allem preiswerter wurden, wurde das Ende der NE2000-ISA-Karten eingeläutet. Der ISA-Bus konnte die Daten für 100BASE-TX-Netze nicht ausreichend schnell transportieren.
Ab Anfang der 2000er Jahre kamen vermehrt PCI-Karten verschiedener Hersteller, anfangs fast immer mit 3Com-, AMD-, DEC- oder Intel-Chipsätzen, auf den Markt. Da diese Karten nicht überteuert waren, dauerte es relativ lange, bis sogenannte NE2000-kompatible 10/100-MBit-Karten auf den Markt kamen. Sie erreichen 2006 – z. B. mit Realtek 8029-, Winbond 89C940-, Compex RL2000- oder Via 86C926-Chipsatz – wieder beachtliche Popularität im LowEnd-Marktsegment. Die Bezeichnung NE2000-kompatibel verlor in Folge an ihrer ehemaligen Vermarktungskraft. In der Folgezeit dominierten im Small Office, Home Office-Bereich verschiedene Netzwerkkarten von Realtek.